# Commissaire
Ne doit pas être confondu avec commissionnaire.

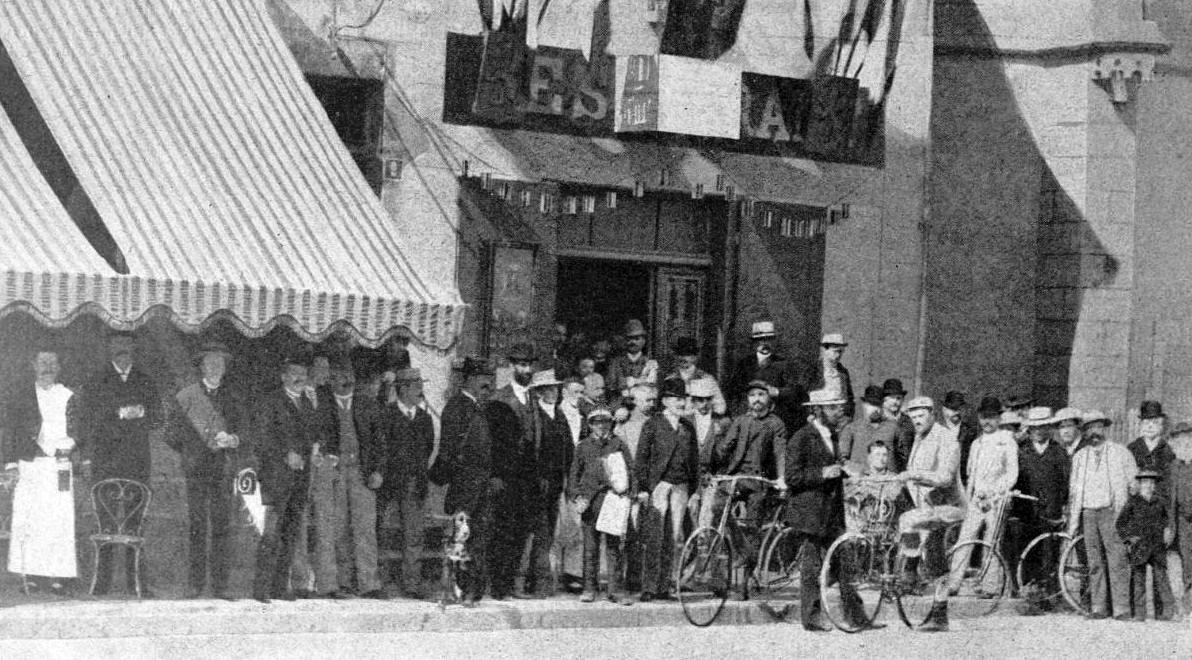
Un commissaire de contrôle, lors de la course cycliste Paris-Brest-Paris, en 1891.

Un commissaire est une personne chargée par une autorité d'exécuter en son nom des fonctions temporaires. Il vient du verbe latin (committere : envoyer en mission) et a donné « commission ».

## Ancien Régime
Dans la France de l'Ancien Régime, le nom de commissaire est donné à partir du XVIe siècle à des agents du pouvoir royal chargés d'effectuer des missions dans les provinces du royaume. Le roi, et son conseil, peuvent nommer et révoquer à tout moment un commissaire royal, à la différence des titulaires d'offices, propriétaires de leur charge. La distinction entre « commissaire », chargé par ordonnance d'une mission spécifique et déterminée, et « fonctionnaire » ou « officier », nommé par loi ou édit et détenant une charge ou office régulier, est notamment théorisée par Jean Bodin (en particulier dans le livre III des Six Livres de la République).
Les prérogatives et missions d'un commissaire sont principalement, en France, d'ordre financier [réf. nécessaire]; dans les États pontificaux, leurs missions outrepassent toutefois largement cet aspect, pouvant être utilisé, par exemple, dans le cadre militaire (commissarius armorum), administratif ou judiciaire. De même, dans le Saint-Empire germanique, où Maximilien Ier est par exemple commissaire impérial et mene en cette qualité la guerre contre les Etats protestants de Bohème. 
En France, la plupart des commissaires créés avant 1789 sont pour la lutte contre la dérive financière et pour tenter de remédier à l'incurie d'un système fiscal en partie hérité de l'époque médiévale [réf. nécessaire].

## En France (XXesiècle)
- Dans la police, les commissaires de police constituent le corps de conception et de direction.
- Dans les armées, les commissaires des armées, corps d'administrateurs militaires, exercent des fonctions de direction, d'expertise, de contrôle et de conseil en matière administrative, financière, juridique et logistique (voir Service du commissariat des armées).
- Dans la marine marchande, le commissaire est l'officier chargé de tout le personnel affecté au service des passagers.
- Les préfets ont porté le titre de commissaire de la République en 1848, de 1944 à 1947 et du 10 mai 1982 au 29 février 1988.
- Lors du retour à la France des trois départements de l'Alsace-Lorraine après la Première Guerre mondiale, trois commissaires de la République, sous l'autorité d'un commissaire général (ou haut-commissaire) de la République, ont été chargés de cette réorganisation entre 1918 et 1925.
- Les commissaires du gouvernement sont des personnes chargées d'assister les membres du gouvernement devant les assemblées parlementaires ou des magistrats intervenant devant le Conseil d'État ou un tribunal administratif pour analyser un litige ou un projet et proposer une solution (désormais dénommés rapporteurs publics.

## En Belgique
- Un commissaire du gouvernement (Belgique) désigne généralement un représentant dans certaines institutions publiques ou semi-publiques.

## Au Luxembourg
- Un commissaire de district était un haut fonctionnaire placé à la tête d'un district ; cette fonction a été supprimée en 2015.

## En Union soviétique
- Jusqu'en 1946, on désignait par commissaire du peuple les ministres du gouvernement soviétique; voir aussi : commissaire politique.

## Dans le monde
- En sport : un commissaire est chargé de vérifier le déroulement régulier d'une épreuve ou compétition sportive.
- En justice : un commissaire de police est un fonctionnaire chargé du maintien de l'ordre public dans un territoire précis.
- En Droit des entreprises : un commissaire aux comptes est chargé de vérifier les comptes d'une société.